# Georg Caspar Schürmann
Georg Caspar Schürmann   (Neustadt am Rübenberge, 1672 ↔ 1673 - Wolfenbüttel, 25 de febrer de 1751) va ser un cantant (tenor) i compositor alemany del període barroc.

## Biografia
A més dels seus estudis, Georg Caspar Schürmann va estudiar cant. A partir de 1693 es va convertir en falsettista alt a les esglésies d'Hamburg i a l'Òpera Gänsemarkt d'Hamburg. El 1694, Schürmann va rebre l'encàrrec de compondre la cantata d'inauguració del castell de Salzdahlum, prop de Wolfenbüttel. El 1697, mentre estava de viatge, va apunyalar un company de viatge argumentat en un duel. Malgrat l'absolució, inicialment se li va prohibir tornar a Hamburg. El 1697 va assumir la direcció de l'òpera i la música eclesiàstica a Braunschweig i Wolfenbüttel. Després d'un viatge d'estudis a Itàlia i com a director convidat a partir de 1702 a la cort del duc Bernhard I a Meiningen, on va continuar formant l'orquestra de la cort de Meiningen, el 1706 també cantant a Naumburg, a partir de 1707 Schürmann va tornar a ser director oficial a la cort del duc Anton Ulrich de Braunschweig - Wolfenbüttel, on va escriure nombroses obres escèniques. Schürmann va morir als 79 anys després de 54 anys de servei.

## Obra
L'estil operístic de Schürmann, que també va destacar com a actor, editor musical i de text, es caracteritza per la riquesa harmònica, un acurat desenvolupament contrapuntístic, un maneig flexible de la forma i una representació de personatges extremadament eficaç a l'escenari.
Llibrets d'òpera rebuts:
- Salomon, in einem Singespiel. (Text: Anton Ulrich (Braunschweig-Wolfenbüttel). Wolfenbüttel, o.J. 1697?
- Daniel, in einem Sing-Spiel. (Text: Christian Knorr von Rosenroth). Braunschweig 1701
- Telemaque. (Text: Johann Christoph Frauendorff; Actuacions de ballet de Tanzmeister, Samuel Rudolph Behr[1]). Opernhaus vorm Salztor, Naumburg 1706
- L’amor insanguinato oder Holofernes. (Text: Joachim Beccau). Braunschweig 1716
- Die Pleiades oder das Siebengestirne. (Text: Friedrich Christian Bressand). Braunschweig 1716 (i Wolfenbüttel 1735)
- Der Edelmühtige Porsenna. (Text: Friedrich Christian Bressand). Wolfenbüttel 1718
- Heinrich der Vogler. (Text: Johann Ulrich König). Wolfenbüttel 1718 (u.ö.)
- Die getreue Alceste in einer Opera. (Text: Johann Ulrich König). Braunschweig 1719 (u.ö.)
- Jason oder die Eroberung des Goldenen Vließes. (1720)
- Ludovicus Pius oder Ludewig der Fromme. Braunschweig 1726
- Clelia, in einer Opera vorgestellet. (Text: Friedrich Christian Bressand). Braunschweig 1730
- Magnus II. Torquatus, o Magnus amb la cadena de plata, a Hertzog zu Braunschweig i Lüneburg, 1730[2]
- Procris und Cephalus, in einer Opera. (Text: Friedrich Christian Bressand). Wolfenbüttel 1734